# تومي بست
تومي بست (بالإنجليزية: Tommy Best)‏ (23 ديسمبر 1920 في المملكة المتحدة - 16 سبتمبر 2018) هو لاعب كرة قدم بريطاني في مركز الهجوم. لعب مع كارديف سيتي وكوينز بارك رينجرز ونادي هيرفورد ونادي تشستر سيتي.

## وصلات خارجية
- تومي بست على موقع قاعدة بيانات كرة القدم.إي يو (الإنجليزية)